# 120103 Dolero
120103 Dolero este o planetă minoră (asteroid) din centura de asteroizi. A fost descoperită pe 24 martie 2003 la Saint-Sulpice de Bernard Christophe⁠(d). 
Obiectul prezintă o orbită caracterizată de o semiaxă mare de 2,7726236933259 UAi, o excentricitate de 0,2, o înclinație de 18,1 ° în raport cu ecliptica.